# د راک، نیو ساوت ولز
د راک (به انگلیسی: The Rock) یک شهرک در استرالیا است که در نیو ساوت ولز واقع شده‌است.